# Alexander Pfister
Alexander Pfister (født 18. oktober 1971 i Bludenz, Østrig) er en østrigsk  spildesigner, der har designet og udviklet flere forskellige spil, bl.a. brætspil og har vundet flere priser for sine spil, bl.a. vandt han 1. plads til Deutscher Spiele Preis i 2016 for spillet Mombasa og andenplads året efter for Great Western Trail, og i 2016 vandt han en pris i Spiel des Jahres for spillet Isle of Skye sammen med Andreas Pelikan.

## Biografi
Alexander Pfister voksede op i Vorarlberg og begyndte allerede som barn at udvikle sine egne spil. 
Han studerede økonomi og arbejdede som selvstændig i den finansielle sektor. 
Han kom i kontakt med spiludgivere gennem Wien-spillebureauet White Castle. Hans første udgivelse var i 2008, da han udgav spillet Freibeuter der Karibik hos forlaget Public Solution, 
efterfølgende blev flere spil udgivet. I 2014 blev hans spil Port Royal nomineret til À-la-carte-Kartenspielpreis og fik 4. plads. I 2015 udviklede han spillet Broom Service sammen med Andreas Pelikan, spillet vandt Kennerspiel des Jahres-prisen fra juryen for årets spil. I det følgende år, 2016, var spilduoen i stand til at opnå denne pris igen med Isle of Skye: Vom Häuptling zum König, og Mombasa-spillet blev også tildelt den Tyske Spilpris (Deutscher Spiele Preis).
Alexander Pfister bor og arbejder i Wien.

## Spil (udvalg)
- 2008: Freibeuter der Karibik (Public Solution)
- 2010: Die Minen von Zavandor (Lookout Games)
- 2012: Meins! (med Andreas Pelikan; Amigo)
- 2013: Händler der Karibik (Spiele Museum)
- 2014: Port Royal (Pegasus Spiele)
- 2015: Broom Service (med Andreas Pelikan; Ravensburger/Alea)
- 2015: Isle of Skye: Vom Häuptling zum König (med Andreas Pelikan; Lookout Games)
- 2015: Mombasa (Pegasus Spiele / eggertspiele)
- 2015: Oh my Goods! (Lookout Games), dukkede først op som Royal Goods til velgørenhedsauktionen „Grenzenlos Spielen“ (Spiele Museum)[1]
- 2016: Broom Service: Das Kartenspiel (med Andreas Pelikan; Ravensburger/Alea)
- 2016: Great Western Trail (Eggertspiele/Pegasus Spiele)
- 2017: Gier (Amigo)
- 2017: Isle of Skye: Wanderer [Erweiterung] (med Andreas Pelikan; Lookout Games)
- 2017: Tybor, Der Baumeister (med Dennis Rappel; Spiele Museum/Lookout Games)
- 2018: Isle of Skye: Druiden [Erweiterung] (med Andreas Pelikan; Lookout Games)
- 2018: Great Western Tail: Rails To The North (udvidelse; Eggertspiele/Pegasus Spiele)
- 2018: Blackout – Hong Kong (Eggertspiele/Pegasus Spiele)
- 2019: Aufbruch nach Newdale (Lookout Games)
- 2019: Würfel-WG (Kosmos)
- 2019: Maracaibo (dlp Games)
- 2020: CloudAge (dlp Games)
- 2020: Monster Expedition (Amigo)